# Bataille de Fotevik
La bataille de Fotevik se déroule le 4 juin 1134 dans la baie de Fotevik, en Scanie. Elle oppose le roi Niels de Danemark à Erik Emune, un prétendant au trône danois, et se solde par une victoire décisive de ce dernier. Elle est relatée dans la Geste des Danois de Saxo Grammaticus, ainsi que dans les Annales Lundenses (en) et la chronique de l'abbaye Saint-Pierre d'Erfurt.

## Contexte
En 1104, Niels succède à son frère Erik Ejegod sur le trône du Danemark, supplantant ses neveux Knud Lavard et Erik. Le premier, fils légitime d'Éric, constitue une menace pour Niels. Il est assassiné en 1131 à l'instigation de Magnus, le fils de Niels, ou bien de Niels lui-même. Erik Emune, demi-frère de Knud, soulève alors la Scanie contre le roi. Il est rallié dans un premier temps par un autre de ses demi-frères, Harald Kesja, ainsi que par l'archevêque de Lund Asser. Ce dernier craint que le rapprochement de Magnus avec l'empereur Lothaire de Supplinbourg n'aboutisse au retour de l'Église danoise sous l'autorité des archevêques de Brême.

## La bataille
Niels et Magnus rassemblent leur flotte sur la côte orientale du Sjælland en vue de débarquer dans la province rebelle de Scanie. Leur objectif est de s'emparer de la flotte adverse, stationnée dans la baie de Fotevik. C'est là qu'ils débarquent, au matin du 4 juin. De son côté, Erik a fait appel à un contingent de 300 mercenaires allemands à cheval qui les attend sur le rivage. Confronté à cette tactique inattendue (l'usage de la cavalerie est encore rare en Scandinavie à l'époque), Niels prend peur et s'enfuit, suivi par la majeure partie de ses troupes. Son fils Magnus tient bon avec un petit groupe de fidèles, parmi lesquels l'évêque Peder de Roskilde, mais ils sont submergés par le nombre et tués avec le prince Henrik de Danemark, Magnus Haraldsen un fils de Harald Kesja, qui avait changé de camps, et cinq évêques qui soutenaient le parti du roi dont quatre titulaires de sièges danois : Peder de Roskilde, Adelbert de Slesvig, Ulkketl d’Aarhus, et Thorik de Ribe.

## Suites
Le roi Niels s'enfuit avec ce qui reste de son armée à Schleswig, une ville qui avait été fidèle à Knud Lavard. Il y est assassiné à son tour le 25 juin. Erik monte sur le trône du Danemark et acquiert le surnom Emune, « le mémorable », en référence à sa victoire à Fotevik. Harald Kesja, qui avait trahi Erik en ralliant Magnus et en se proclamant roi dans le Jutland, est fait prisonnier et exécuté l'année suivante avec huit de ses fils.